# Flash Gordon (album)
Pour les articles homonymes, voir Flash Gordon (homonymie).
Albums de Queen
The Game
(1980) Greatest Hits
(1981)
Singles
1. Flash
Sortie : 24 novembre 1980

Flash Gordon (Original Soundtrack Music by Queen) est un album du groupe Queen, sorti en 1980. Il constitue la bande originale du film homonyme de Mike Hodges, sorti la même année.

## Contenu
Les 18 morceaux sont pour la plupart des plages instrumentales entendues dans le film (si l'on met à part Flash's Theme - le générique - et The Hero, les premier et dernier morceaux, mis en paroles). C'est un ensemble d'ambiances cosmiques d'où émergent surtout les synthétiseurs, les percussions et les guitares dans une moindre mesure entièrement réarrangé à partir des compositions de Howard Blake le compositeur de la musique du film. Se détachent quelques moments agréables[non neutre] comme le thème de l'amour composé par Blake et arrangé par Roger Taylor (In the Space Capsule et In the Death Cell), ou le titre énergique de Football Fight de Freddie Mercury.
Le guitariste Brian May s'est montré le plus enthousiaste sur ce projet, il a signé une bonne partie des morceaux (dont le titre éponyme et générique, Flash) et c'est lui qui produit l'album avec Mack.

## Single
C'est le générique du film, connu pour son refrain (« Flash! Aaaaaah ! Saviour of the universe ») qui est choisi comme unique 45 tours. Celui-ci comprend quelques dialogues du film qui ne figurent pas sur la version Flash's Theme du 33 tours. C'est l'un des grands succès du groupe, contrairement à l'album qui finit à la 10e place au Royaume-Uni, une déception pour le groupe. Les membres de Queen se jurent ensuite de ne plus sortir une BO de façon brute si jamais l'occasion devait se représenter. Quelques années plus tard, le groupe enregistre plusieurs titres pour le film Highlander, qui sont également présents sur l'album A Kind of Magic.

## Pochette
La pochette de l'album est jaune vif (référence à la bande dessinée). Elle comprend le titre stylisé du film qui entoure la planète de Ming saisi par l'éclair de Flash Gordon. En sous-titre rouge, en bas de la pochette, est indiqué : Original Soundtrack Music by Queen.

## Titres
| 1. | Flash's Theme                                     | Brian May       | 3:31 |
| 2. | In The Space Capsule (The Love Theme)             | Roger Taylor    | 2:43 |
| 3. | Ming's Theme (In The Court Of Ming The Merciless) | Freddie Mercury | 2:41 |
| 4. | The Ring (Hypnotic Seduction Of Dale)             | Mercury         | 0:57 |
| 5. | Football Fight                                    | Mercury         | 1:28 |
| 6. | In The Death Cell (Love Theme Reprise)            | Taylor          | 2:25 |
| 7. | Execution Of Flash                                | John Deacon     | 1:06 |
| 8. | The Kiss (Aura Resurrects Flash)                  | Mercury         | 1:45 |

| 1.  | Arboria (Planet Of The Tree Men)                                       | Deacon                                | 1:42 |
| 2.  | Escape From The Swamp                                                  | Taylor                                | 1:43 |
| 3.  | Flash To The Rescue                                                    | May                                   | 2:44 |
| 4.  | Vultan's Theme (Attack Of The Hawk Men)                                | Mercury                               | 1:13 |
| 5.  | Battle Theme                                                           | May                                   | 2:18 |
| 6.  | The Wedding March (reprise de la marche nuptiale de l'opéra Lohengrin) | Richard Wagner, arrangé par Brian May | 0:56 |
| 7.  | Marriage Of Dale And Ming (And Flash Approaching)                      | May/Taylor                            | 2:04 |
| 8.  | Crash Dive On Mingo City                                               | May                                   | 1:00 |
| 9.  | Flash's Theme Reprise (Victory Celebrations)                           | May                                   | 1:24 |
| 10. | The Hero                                                               | May                                   | 3:31 |

### Bonus sur la version CD remasterisée de 2011
1. Flash (Single Version)
2. The Hero (October 1980... Revisited)
3. The Kiss (Early Version, March 1980)
4. Football Fight (Early Version, No Synths ! - February 1980)
5. Flash (Live In Montréal, November 1981)
6. The Hero (Live In Montréal, November 1981)

## Classements et certifications
| Pays                                    | Meilleure position |
| --------------------------------------- | ------------------ |
| Allemagne de l'Ouest (Media Control AG) | 2                  |
| Autriche (Ö3 Austria Top 40)            | 1                  |
| Canada (Canadian Albums Chart)          | 19                 |
| États-Unis (Billboard 200)              | 23                 |
| Norvège (VG-lista)                      | 25                 |
| Pays-Bas (Mega Album Top 100)           | 7                  |
| Royaume-Uni (UK Albums Chart)           | 10                 |
| Suède (Sverigetopplistan)               | 29                 |

| Pays              | Ventes    | Certifications |
| ----------------- | --------- | -------------- |
| Pologne (ZPAV)    | 20 000 +  | Platine        |
| Royaume-Uni (BPI) | 100 000 + | Or             |

## Musiciens
- John Deacon : basse, guitare rythmique, synthétiseur
- Brian May : guitare, chœurs, piano sur Flash's Theme et The Hero, chant principal sur Flash's Theme
- Freddie Mercury : chant principal, chœurs, synthétiseur, piano
- Roger Taylor : batterie, timbales, synthétiseur